# ریو سونگ وو
این یک نام کره‌ای است؛ نام خانوادگی ریو است.
ریو سونگ وو (کره‌ای: 류승우؛ زادهٔ ۱۷ دسامبر ۱۹۹۳) یک بازیکن فوتبال اهل کره جنوبی است که در پست مهاجم برای باشگاه فوتبال بایر ۰۴ لورکوزن آلمان در بوندس‌لیگا بازی می‌کند.
از باشگاه‌هایی که در آن بازی کرده‌است می‌توان به باشگاه فوتبال ججو یونایتد، باشگاه فوتبال آرمینیا بیله‌فلد و باشگاه فوتبال آینتراخت براونشوایگ اشاره کرد.